# Angela Elis

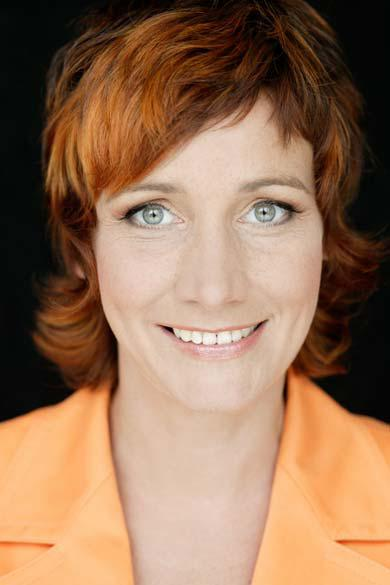
Angela Elis

Angela Elis (* 14. Mai 1966 in Leipzig) ist eine deutsche Moderatorin, Journalistin und Buchautorin.

## Leben
Angela Elis wuchs zu DDR-Zeiten in Markkleeberg bei Leipzig auf und konnte nach der zehnten Klasse (Abschluss mit Auszeichnung) kein Abitur machen, weil sie aus einem religiösen Elternhauses stammte und ihre Mutter zudem selbständig war mit einem eigenen Laden für Milch- und Käseprodukte.
Nach einer Berufsausbildung als  Gebrauchswerberin/Designerin absolvierte sie eine weitere Ausbildung zur Pädagogin für Kinder-, Jugend- und Altenarbeit am Kirchlichen Seminar in Greifswald. Über eine Sonderreifeprüfung studierte sie anschließend Theologie in Leipzig und Ost-Berlin, verließ aber 1988 die DDR und studierte weiter in Frankfurt am Main Theologie, Kunstgeschichte und Psychoanalyse. Dort ergänzte sie ihr Studium um die Fächer Kunstgeschichte und Psychoanalyse und schloss ihren "Magister Artium" mit Auszeichnung ab.
Nach einem verkürzten Volontariat beim Hessischen Rundfunk arbeitete sie ab 1993 zunächst als Journalistin und Redakteurin beim neu gegründeten MDR, moderierte jedoch schon bald verschiedene Sendungen. Zunächst das Verbrauchermagazin Telethek, dann das Nachrichtenmagazin Dabei ab 2. später das Wirtschaftsmagazin Umschau (von 2001 bis 2004, für das sie 1995 als Reporterin begann). Dazu kamen die Talkrunden Auf den Punkt sowie Fakt ist…!.
Von 1999 bis 2008 präsentierte sie das Wissenschafts- und Zukunftsmagazin nano auf 3sat, ab 2001 das ZDF-Umweltmagazin ZDF.umwelt – Naturnahes Fernsehen, später dann das Wirtschaftsmagazin WISO und ab 2003 das MDR-Jobjournal JoJo sowie nah dran, von 2004 bis 2008 das ARD-Magazin FAKT, dazu noch diverse Sondersendungen (u. a. China-Spezial, Indien-Spezial, EU-Osterweiterung, Einweihung der Dresdener Frauenkirche).
Im März 2008 gab Angela Elis eine Bildschirmpause bekannt, um sich den inzwischen zwei Kindern widmen zu können. In dieser Zeit schrieb sie diverse Bücher. Zunächst „Typisch Ossi – Typisch Wessi“, dann „Kreuzweise deutsch“ und dann die erste Biografie von Bertha Benz, der Frau des Autoerfinders Carl Benz und ersten Fernfahrerin der Welt mit dem Titel „Mein Traum ist länger als die Nacht“.
Darauf folgte die gesellschaftskritische Analyse „Betrüger Republik Deutschland“, in der sie sich mit der zunehmenden Tendenz zu Fake-News und Scheinwelten auseinandersetzt in Wirtschaft, Medien, Lebensmittelproduktion und Gesundheitswesen, die schlussendlich in der virtuellen Welt gipfeln, in der Realitätsbewusstsein und Orientierung schwinden.
Ihr Buch mit dem Titel „ON Air – Bühne, Online, Kamera“ beschäftigt sich mit der Frage, wie sich mehr Präsenz, Wirkung und Charisma entfalten lassen. Es enthält ihre gesamte Expertise und Insiderwissen aus mehr als 25 Jahren vor der Kamera und auf der Bühne.
Angela Elis moderiert vor allem Veranstaltungen und Talkrunden, ist als systemischer Coach sowie Business- und Resilienzcoach tätig, betreibt den YouTube-Kanal „WERTvoll“ mit Ratgebervideos und schreibt regelmäßig Beiträge, z. B. für den Focus.

## Werke
- mit Michael Jürgs: Typisch Ossi, typisch Wessi. Eine längst fällige Abrechnung unter Brüdern und Schwestern. Bertelsmann, München 2005, ISBN 3-570-00862-2.
- mit Michael Jürgs:  Kreuzweise Deutsch. Aufbau-Verlag, Berlin 2009, ISBN 978-3-7466-7066-9.
- Mein Traum ist länger als die Nacht. Wie Bertha Benz ihren Mann zu Weltruhm fuhr. Hoffmann und Campe, Hamburg 2010, ISBN 978-3-455-50146-9.
- Betrüger Republik Deutschland. Streifzug durch eine verlogene Gesellschaft. Piper, München 2012, ISBN 978-3-492-05520-8.
- ON AIR – Bühne, Online, Kamera. Für mehr Präsenz, Wirkung und Charisma. Bourdon 2022, ISBN 978-3-949869-56-3